# 一人左投
一人左投（英語：Left-handed specialist），有時稱作LOOGY（從英文的而來），是棒球術語，指專門對付左打者或較不擅長右打的左右開弓打者之中繼左投，此類投手通常只投短暫局數，常只投一人次就換其他中繼投手，並且極少面對純右打者，因而得名。大部分的職業棒球隊伍，特別是大聯盟球隊的牛棚中，都會有一位以上擔任一人左投的投手。
一人左投出現的原因是因為右投較常見於場上，而預期以左投手較容易造成打者的不習慣而出局（即所謂的「左投剋左打」）發展出的中繼投手類型。
相對於一人左投，一人右投則遠為少見，其原因有下面幾點。雖然右投之於右打在球路上的混淆相當於左投對於左打，然而一般而言打擊者會有70%－80%打席是面對右投，因此對於右打對於右投的習慣程度遠高於左打之於左投。另外，大部分的左投為了增加對於左打面對左投經驗不足所造成的壓制性，會調整、練習使自己的球路更能混淆左打。雖然右投也可以將球路練習得更能混淆右打，但是考慮到右打面對大量右投所得到的經驗，這樣的作法效果通常並不顯著。
考慮到一人左投通常面對較少的打者，他們的投球數及上場局數通常遠低於其他投手，也因此一個效率不錯的一人左投通常能夠擁有較長的成功生涯，因為他們手臂因投球所造成的耗損遠低於其他投手。
美國職棒大聯盟為縮短比賽時間，自2020年球季起規定所有投手，無論是先發投手還是替補投手，都必須面對至少三名打者，或者投球至半局結束才可更換投手，只有在投球時受傷或不適的情況下可例外。2023年世界棒球經典賽也有相同的規定。因此球隊無法再以一人左投來面對打擊能力強的左打者。

## 參照
- 投手
- 棒球術語列表

## 外部連結
- 一人左投在台灣棒球維基館上的頁面（繁體中文）